# Reggae OK
Chansons représentant la Finlande au Concours Eurovision de la chanson
Huilumies
(1980) Nuku pommiin
(1982)
Reggae OK est la chanson représentant la Finlande au Concours Eurovision de la chanson 1981. Elle est interprétée par Riki Sorsa.

## Eurovision
La sélection est organisée par le télédiffuseur Yle qui invite quinze compositeurs qui sont libres de choisir les paroliers et les interprètes. Après la polémique de l'année précédente où les professionnels avaient écarté les chansons les populaires et la Finlande fut dernière, les téléspectateurs sont invités à sélectionner huit chansons après la présentation de la demi-finale le 29 janvier 1981. Lors de la finale le 21 février, le jury de dix professionnels privilégient des chansons éloignées des styles traditionnels de l'Eurovision ou du rock pour des genres à la mode. Reggae OK obtient 66 points, la deuxième Leuhkat eväät interprétée par Mikko Alatalo en obtient 30.
Riki Sorsa enregistre également une version en anglais du même nom.
La chanson est la huitième de la soirée, suivant Lejla interprétée par Seid Memić pour la Yougoslavie et précédant Humanahum interprétée par Jean Gabilou pour la France.
Pour la première fois en 15 ans, le chef d'orchestre finlandais Ossi Runne ne dirige pas (à la place, il est commentateur pour YLE) et est remplacé par Otto Donner. Sorsa porte un pantalon arlequin coloré.
À la fin des votes, elle obtient 27 points et finit seizième des vingt participants.

### Points attribués à la Finlande
| 12 points                     | 10 points | 8 points | 7 points           | 6 points            |
| ----------------------------- | --------- | -------- | ------------------ | ------------------- |
|                               |           |          |                    | - Suède             |
| 5 points                      | 4 points  | 3 points | 2 points           | 1 point             |
| - Irlande - Pays-Bas - Suisse |           |          | - Espagne - Israël | - France - Portugal |